# 시라누이

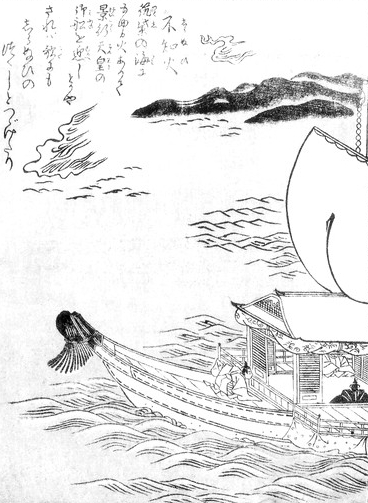
도리야마 세키엔의 〈화도 백귀야행〉의 시라누이.

시라누이(일본어: 不知火)는 규슈에 전해지는 도깨비불의 일종이다. 음력 7월 말 바람이 약한 그믐날 밤에 야쓰시로해와 아리아케해에 나타난다. 현재도 나타나는데, 대기광학현상의 일종으로 여겨진다.
해안에서 수 킬로미터 앞까지 난바다에, 처음에는 한두개씩 부모불(일본어: 親火 오야비[*])이 나타난다. 그것이 좌우로 나뉘며 수를 늘려 최종적으로는 수백 수천 개의 불빛이 된다. 그 거리는 4-8 킬로미터에 이른다. 썰물이 최고조인 오전 3시 전후로 2시간 정도가 시라누이가 가장 잘 보이는 시간대다.
수면 가까이에서는 보이지 않고, 해면에서 10미터 정도 높은 곳에 발생한다. 무수한 불빛에 사람은 얼씬할 수 없고 다가갈수록 불빛은 멀어진다. 과거에는 용신의 등불(龍神の灯火)이라 하여 어촌에서는 시라누이가 보이는 날에 고기잡이에 나서는 것을 금했다.
『일본서기』, 『히젠국 풍토기』, 『히고국 풍토기』 등 고문헌에도 게이코 천황이 큐슈 원주민들을 정복하기 위해 오늘날의 쿠마모토에 이르렀을 때 무수한 불빛을 보고 배로 쫓아갔다는 기술이 있다.

## 정체
에도 시대 이전까지 요괴로 취급되었던 시라누이를 다이쇼 시대 들어 과학적으로 해명하려는 움직임이 시작되어, 신기루의 일종으로 밝혀졌다. 또 쇼와 시대에 주창된 설에 따르면 시라누이가 보이는 철에는 바닷물의 수온이 최고로 오르는데, 이 때 간조로 수위가 6미터 감소하여 갯벌이 드러남으로써 급격한 복사냉각이 일어나고, 여기에 야츠시로해와 아리아케해의 지형 같은 조건이 겹치면서 갯벌의 물고기를 잡으러 출항한 배의 불빛이 굴절되어 발생한다고 자세히 해설되었다. 이 설은 현대에도 유력하다. 히로시마고공 교수였던 宮西道可는 시라누이의 광원은 음력 팔삭(8월 그믐날)에 엄청난 크기의 갯벌이 드러나고, 냉풍과 갯벌의 온풍이 와류를 만들면서 이상굴절현상을 일으켜 어선의 불빛이 불타오르는 화염처럼 보이며 명멸하는 것이, 어선의 불빛으로 인한 착시가 더해져서 도깨비불처럼 보이는 것이 시라누이라고 설명했다.
또 山下太利는 「시라누이는 기온이 다른 크고 작은 공기 덩어리들의 복잡한 분포 가운데를 뚫고 지나가는 빛이 굴절을 반복하여 발생하는 광학적 현상이다. 그리고 그 광원은 민가 등의 불빛과 어선의 등불 등이다. 조건만 갖추어지면 다른 장소 다른 날에도 똑같은 현상이 일어날 수 있다. 도망물, 신기루, 아지랑이와 같은 유형의 현상이다」라고 말했다. 또 丸目信行는 문헌집 『시라누이』에 「시라누이정 에이노오 검신사 경내에서 아촌 방향으로, 시간 경과에 의한 시라누이의 변화」라는 사진들을 수록했다.
현재는 갯벌이 매립되었고 전등의 불빛으로 밤도 어둡지 않게 되었기 때문에 시라누이를 보기 어려워졌다.

## 같이 보기
- 여우불
- 윌오더위스프